# 英国海外航空783号班机空难
英国海外航空783号班机空难发生于1953年5月2日，一架英国海外航空哈维兰彗星型客机（注册编号：G-ALYV）从印度加尔各答起飞后，因恶劣天气在空中解体并坠毁。机上所有人员（共43人）全部罹难。此后一年内，彗星型客机接连发生了两起事故：英国海外航空781号班机空难和南非航空201号班机空难。此后，英国海外航空主动停飞了该型号的客机。

## 过程
该航班由新加坡起飞，最终目的地为英国伦敦。在印度加尔各答德姆德姆机场（今内塔吉·苏巴斯·钱德拉·鲍斯国际机场）作计划性停留后，于1953年5月2日16:29（UTC+5:30）起飞，准备飞往德里。起飞6分钟后，飞机爬升至7,500英尺（2,300）时，失去和航空交通管制的联系。位于加尔各答西北方大约40公里的加噶格里（Jagalgori）的村民几乎就在同时看到飞机冒出火光直冲下来。坠毁后，这架飞机的残骸散落在一条8公里长的小路边，主要部件仍在燃烧。

## 遇难者
机上43人，包括6名机组人员和来自英国、美国、澳大利亚和菲律宾的37名乘客全部遇难，其中包括前往伦敦参加伊丽莎白二世加冕礼的澳大利亚自由党政治人物特雷沃·欧德海姆。

## 调查
调查发现，事故客机在经历了狂风骤雨后“于空中结构损坏并起火”，结构损坏则是由暴雨中卷起的强风或所造成飞经暴风雨时飞行员过度操纵或未操纵造成。调查部门同时建议考虑是否有必要改装彗星型客机。